# Die Zeitlose
Die Zeitlose, op. 302, är en polka-française av Johann Strauss den yngre. Den framfördes första gången den 1 oktober 1865 i Pavlovsk i Ryssland.

## Historia
Polkan komponerades under Johann Strauss årliga konsertturné i Ryssland och framfördes första gången vid Strauss avskedskonsert i Pavlovsk den 1 oktober 1865. När verket publicerades i Sankt Petersburg bar den titeln Reconnaissance-Polka (Tacksamhetspolka), ett passande namn då Strauss kunde återgälda den tacksamhet han kände till den ryska publiken. När polkan introducerades för publiken i Wien, vid en välgörenhetskonsert i Volksgarten den 12 november, hade titeln ändrats till Zeitlose-Polka. I tidningen Fremden-Blatt stod det att läsa den 14 november: "Trädgårdssalongens rum var fyllda till bristningsgränsen av människor som ville höra valskungens musik. Otaliga besökare fick inte plats och många andra fick endast ståplatser emellan borden. Orkestern och dess dirigent spelade med den största inlevelse, och Hofball-Tänze och den nya polkan 'Die Zeitlose' åtnjöt särskilt stora applåder".
Polkan skulle senare komma att ingå i Strauss operett Wiener Blut (1899), då i duetten "So wollen wir uns den verbinden!" i akt 3.

## Om polkan
Speltiden är ca 4 minuter och 43 sekunder plus minus några sekunder beroende på dirigentens musikaliska tolkning.